# Sungai Telang
Sungai Telang is een bestuurslaag in het regentschap Bungo van de provincie Jambi, Indonesië. Sungai Telang telt 1511 inwoners (volkstelling 2010).